# Faizpur
Faizpur är en ort i Indien.   Den ligger i distriktet Jalgaon och delstaten Maharashtra, i den centrala delen av landet, 800 km söder om huvudstaden New Delhi. Faizpur ligger 227 meter över havet och antalet invånare är 24 534.
Terrängen runt Faizpur är platt, och sluttar söderut. Runt Faizpur är det tätbefolkat, med 331 invånare per kvadratkilometer. Närmaste större samhälle är Bhusawal, 15,8 km sydväst om Faizpur. Omgivningarna runt Faizpur är en mosaik av jordbruksmark och naturlig växtlighet.